# George Marthins
George Eric McCarthy Marthins, est un joueur de hockey sur gazon indien né le 24 décembre 1905 à Madras et décédé en 1989, à Ottawa, Canada.

## Palmarès

### Jeux olympiques d'été
- Jeux olympiques d'été de 1928 à Amsterdam ( Pays-Bas)
  -  Médaille d'or en hockey sur gazon